# Holandia na Zimowych Igrzyskach Paraolimpijskich 2010
Holandię na Zimowych Igrzyskach Paraolimpijskich 2010 reprezentował jeden zawodnik, startujący w narciarstwie alpejskim.

## Kadra

### Narciarstwo alpejskie
- Kees-Jan van der Klooster - osoby na wózkach